# Michel Micombero
Michel Micombero (26. srpna 1940 Rutovu – 16. července 1983 Mogadišo) byl burundský voják a politik tutsijské národnosti, prezident republiky v letech 1966–1976.
Pocházel z rolnické rodiny, navštěvoval církevní školu a v roce 1960 vstoupil do armády. Absolvoval vojenskou akademii v Bruselu a po vyhlášení nezávislosti Burundi v roce 1962 se stal ministrem obrany. Podílel se na potlačení pokusu o státní převrat v říjnu 1965, po němž král Mwambutsa IV. odcestoval do Švýcarska a vlády se ujal jeho syn Ntaré V. Ten v červenci 1966 sesadil umírněného předsedu vlády Léopolda Bihu a jeho nástupcem jmenoval Micombera. V listopadu 1966 využil Micombero královy nepřítomnosti v zemi k dalšímu převratu, po němž vyhlásil republiku a ve věku 26 let se stal hlavou státu. Zavedl režim založený na mocenském monopolu strany UPRONA a na nadvládě tutsijské menšiny, která kontrolovala armádu a státní úřady. V roce 1972 se Hutuové vzbouřili a vyhlásili na jihu země vlastní stát Martyazo. Micombero vzpouru vojensky zlikvidoval a vypukla vlna etnického násilí nazvaná Ikiza, která si vyžádala nejméně sto padesát tisíc životů. Bývalý král Ntaré V. byl obviněn z podněcování vzpoury a popraven.
Micombero se jmenoval generálem a zavedl kult osobnosti, nesvoboda a korupce vedla k rostoucí nespokojenosti, která vyvrcholila v roce 1976 vojenským převratem, který vedl podplukovník Jean-Baptiste Bagaza. Micombero byl uvězněn a poté vypovězen ze země, azyl mu poskytl somálský diktátor Muhammad Siad Barre. Ve věku nedožitých 43 let Micombero zemřel v exilu na srdeční zástavu.